# Xyris guillauminii
Xyris guillauminii är en gräsväxtart som beskrevs av Hans Joachim Conert. Xyris guillauminii ingår i släktet Xyris och familjen Xyridaceae.
Artens utbredningsområde är Nya Kaledonien. Inga underarter finns listade i Catalogue of Life.